# Мзечабук Джакелі
Мзечабук Джакелі (груз. მზეჭაბუკ ჯაყელი; 1445 — 1516) — атабег Самцхе (Месхетії) у 1502—1515 роках.

## Життєпис
Третій син атабега Кваркваре II. Про молоді роки обмаль відомостей. 1502 року після смерті старшого брата — атабега Кайхосро I — відсторонив його сина Кваркваре, захопивши владу.
Основні зусилля спрямував на зміцнення держави, яка опинилася між Османською імперією й відродженим Перським шахством. Водночас допомагав імеретинському царю Олександру II впротистоянні з Картлійським царством. Також намагався здійснити давню мрію своїх попередників, створивши незалежну Месхетинську православну церкву. 1512 року отримав від антіохійського патріарха Дорофея II підтвердження автокефалії для Ацкурського єпископства  і владу останнього над 12 іншими єпископами Самцхе.
1512 року після успіхів османського султана Селіма I у війні з перським шахом Ісмаїлом I визнав зверхність першого. За допомогу в кампанії 1513—1514 років проти Персії отримав Чанеті й Аджарію, цим частково відновив колишню власність роду Джакелі.
1515 року сам або під тиском брата Манучара пішов до монастиря, де прийняв схому під ім'ям Яків. Владу вдержаві захопив Манучар I. Помер колишній атабег 1516 року.